# ابنتي العزيزة راوية
ابنتي العزيزة راوية مسلسل رسوم متحركة أنتجته شركة نيبون أنيميشن وهو من ٥٢ حلقة نشر بين عامي 1992-1993 وهو مقتبس عن أغنية«جيني ذات الشعر البني الفاتح» لكاتب الأغاني الأمريكي ستيفن فوستر.

## قصة المسلسل
تبدأ القصة في بلدة صغيرة في ولاية بنسيلفانيا عام 1838، كانت راوية فتاة جميلة مرحة ذات خصلات تغازل شعاع الشمس. تجيد الابنه الصغيره العزف على آلة البيانو وتتلقى دروساً من أمها في العزف على تلك الآله.
هناك الصبي عادل العازف على آلة الهارمونيكا و الفتى سامي سامي الذي يتقن العزف على آلة البانجو ((آلة موسيقية)) وكلهم أصدقاء قريبين لها. يستمتعون بالعزف مع بعضهم مكونين فرقة موسيقية صغيرة مع بعضهم البعض.
على أية حال، انقلبت حياة راوية انقلاباً درامياً بعد موت أمها المباغت.
كان للتجارب العديدة التي مرت بها الفضل في أن تتمرس وتتغلب على الكثير من مصاعب الحياة لذلك اتخذت قرار بتكريس حياتها لمساعدة الناس الذين يعانون من الأمراض.

## الشخصيات
● راوية هي الشخصية الرئيسية في القصة والتي ستدخل مدرسة داخلية فيما بعد.
●الطبيب سامح وهو والد راوية توفيت زوجته بمرض القلب والتي هي ام راوية وتزوج بعدها ديانا التي كانت عطوفة وزوجة صالحة لزوجها وابنته.
●عادل وسامي صديقان حميمان لراوية وسيخوضون مغامرات رائعة مع راوية، وكان شادي من يحاول دائماً إزعاج عادل وهو زميل عادل وراوية في الصف.
●السيدة وحيدة عاشت في بيت غنى وعز وآثرت هذه الاشياء وكرست حياتها لمساعدة الفقراء والايتام.
●الطبيب ديب تزوج من السيدة وحيدة بعد عشرين سنة من طلب يدها وهو في الجامعة بسبب رفضها في البداية لانه اراد ترك الجامعة من اجل الزواج وهي لا تريده ان يترك الجامعة بسبب هذا الأمر.
وختاما؛ كل هذه الشخصيات كان لزمنها اثرا على مشاهديها، حيث اثارت العديد من المشاعر التي حدثت حينها للشخصيات

## أداء الأصوات
- عفيفة فاعور
- فداء نون
- سوسن عواد
- منى عطوي
- فيصل الأسطواني
- ايمن البيطار
- جمانة النونو
- علي سعد
- ايمان البيطار
- فؤاد شمص
- حسين شحادة
- بسام العنداري
- مارسيل جبور
- حنان العلي
- غادة الفتى
- ندى حطيط
- بشار نصرالله
- وليد برجاس
- فؤاد قصاب

## انظر ايضا
رواية اسمها سورية

## روابط خارجية
- ابنتي العزيزة راوية على موقع IMDb (الإنجليزية)
- ابنتي العزيزة راوية على موقع قاعدة بيانات الفيلم (الإنجليزية)
- ابنتي العزيزة راوية على موقع ANN anime (الإنجليزية)